# Adolf Paul (Schriftsteller)

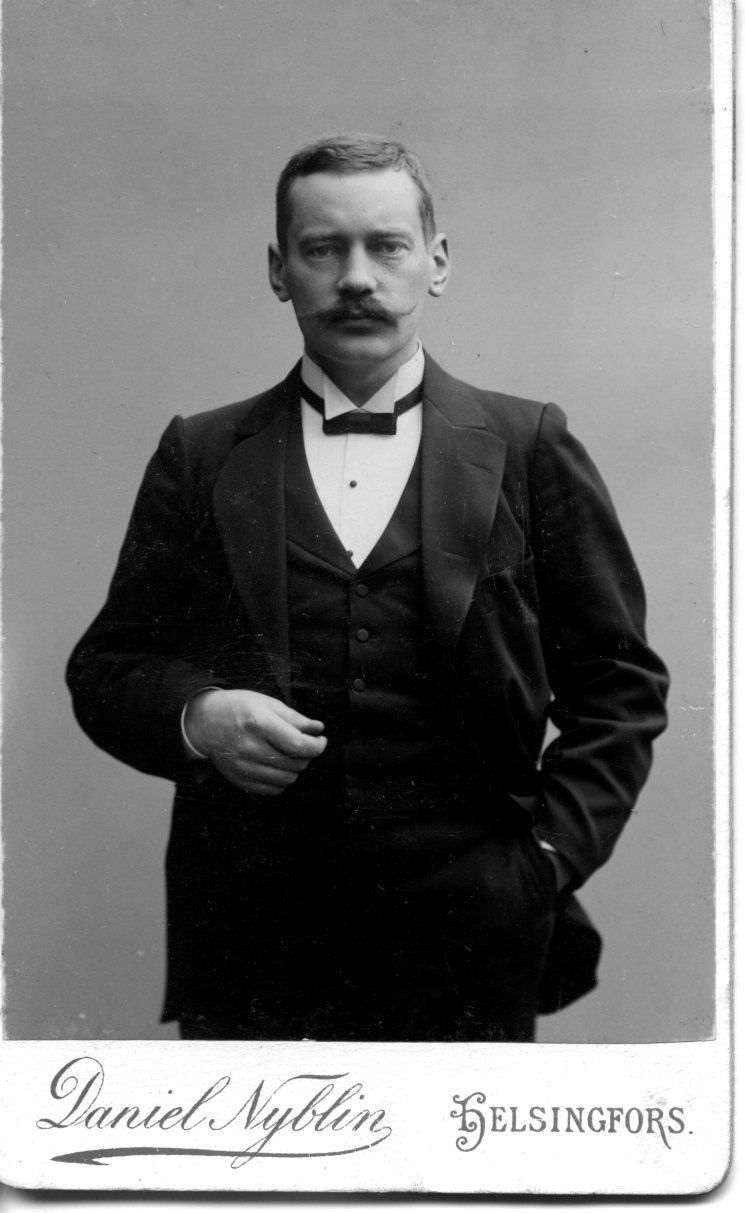
Adolf Paul.

Adolf Georg Wiedersheim-Paul (* 6. Januar 1863 auf der Insel Brommö im Vänersee; † 30. September 1943 in Berlin) war ein deutsch-schwedisch-finnischer Schriftsteller, Drehbuchautor und Schauspieler.

## Leben
Er war Ende des 19. Jahrhunderts Mitglied des Berliner Künstlerkreises um das Lokal Zum schwarzen Ferkel. Er war ein Freund und Biograf August Strindbergs. Dem norwegischen Maler Edvard Munch, mit dem er ebenfalls befreundet war, stand er Modell für das Gemälde Vampir.

## Werke

### Romane
- Heroische Komödien (Leipzig, New York, Breitkopf & Härtel, 1902)
- König Kristian der Zweite : Schauspiel in fünf Akten / (Leipzig : Breitkopf und Härtel, 1903)
- Die Doppelgänger-Komödie : in drei Akten / (Hamburg : A. Janssen, 1903)
- Die Teufelskirche: Komödie in drei Akten, Schuster & Loeffler, 1905
- Jung-Hansens Liebesbriefe, G.Müller Verlag, München 1911
- Exzellenz Unterrock, Albert Langen Verlag, München, 1916; (Verfilmt 1920)
- Wenn die Kosaken kommen, G. Müller, München 1916, 2. Aufl.
- Stille Teilhaber, G. Müller, München 1916
- Der bewußte Jemand, A. Langen, München 1917
- Das heilige Donnerwetter Albert Langen – Georg Müller, München 1918
- Die Tänzerin Barberina. Roman aus der Zeit Friedrichs des Großen., Albert Langen Verlag, München/Berlin, Deutsche Buch-Gemeinschaft um 1915, online
- Fiorenza: Frühlingsreise in eine blühende Stadt, Schünemann, Bremen 1955
- August der Starke und das schwache Geschlecht, Historischer Roman, Verlag Carl Rentsch, Berlin 1934

### Stücke
- Wie die Sünde in die Welt kam. Ein Legendenspiel, Reiss Verlag, Berlin 1909
- Lola Montez. Schauspiel in drei Akten. Albert Langen Verlag, München, 1917

### Märchensammlung
- Finnische Volksmärchen, Band 17., Noebe & Co Verlagsbuchhandlung Prag-Berlin-Leipzig, 1944

### Biografien/Literaturwissenschaftliche Veröffentlichungen
- Strindberg-Erinnerungen und Briefe, München 1914
- Der Einfluß Walter Scotts auf die epische Technik Theodor Fontanes, Priebatsch’s Buchhandlung, Breslau, 1934

### Neuveröffentlichung
- Zum schwarzen Ferkel (Beitrag über eine Berliner Gaststätte, geschrieben um 1920). In: Jahrbuch „Der Bär von Berlin“. Hrsg. vom Verein für die Geschichte Berlins, 28. Jahrgang, Berlin 1979.

### Briefe
- Fabian Dahlström (Hrsg.): Din tillgifne ovän: Korrespondensen mellan Jean Sibelius och Adolf Paul 1889–1943. Skrifter utgivna av Svenska litteratursällskapet i Finland, 806. Helsingfors: Svenska litteratursällskapet i Finland, 2016. ISSN 0039-6842. ISBN 978-951-583-345-7

## Filmografie
- 1913: Das schwarze Los (Drehbuch)
- 1918: Mitternacht (Darsteller)
- 1919: Die Teufelskirche (Drehbuch nach seinem Roman)
- 1920: Die Tänzerin Barberina (Drehbuch nach seinem Roman)